# Giant Sparrow
Giant Sparrow es una empresa independiente desarrolladora de videojuegos estadounidense con sede en Santa Mónica, California, dirigida por el director creativo Ian Dallas. Su primer juego, The Unfinished Swan, se lanzó en 2012 para PlayStation 3 y para PlayStation 4 en 2014. El proyecto más reciente de la compañía es What Remains of Edith Finch, un juego de PlayStation 4 y Windows lanzado en 2017. El juego fue publicado por Annapurna Interactive, una rama de Annapurna Pictures ante la aclamación de la crítica.

## Videojuegos
The Unfinished Swan es un juego ambientado en un mundo surrealista en blanco, en el que el jugador, un niño llamado Monroe, persigue a un cisne que se ha escapado de una pintura. El jugador debe tirar pintura a su entorno blanco para revelar el mundo. El juego fue lanzado para PlayStation 3 el 23 de octubre de 2012 y posteriormente para PlayStation 4 y Vita.
What Remains of Edith Finch es un juego de aventura narrativa en primera persona donde los jugadores exploran la casa de la familia Finch como el personaje titular y experimentan diferentes historias ambientadas en los momentos finales de la vida de los miembros de la familia. Fue lanzado para Microsoft Windows y PlayStation 4 el 25 de abril de 2017. El 7 de diciembre de 2017, fue galardonado con la "Mejor narrativa" para 2017 por The Game Awards.
| Año  | Título                      | Plataformas                                                 |
| ---- | --------------------------- | ----------------------------------------------------------- |
| 2012 | The Unfinished Swan         | PlayStation 3, PlayStation 4, PlayStation Vita              |
| 2017 | What Remains of Edith Finch | PlayStation 4, Microsoft Windows, Xbox One, Nintendo Switch |